# Авары
Ава́ры (ср.-греч. Άβαροι; лат. Avari; о́бры др.-рус. обърѣ, ед.ч. объринъ) — кочевой народ центрально-азиатского происхождения, переселившийся в VI веке в Центральную Европу и создавший там государство Аварский каганат (VI—IX века). Также известны как вархониты (varchonites) и псевдоавары (в византийских источниках), входившие в состав альянса разных евразийских кочевников, неизвестного происхождения. Авары традиционно отождествляются с жужанями. По мнению большинства исследователей, основные племена жужаней были монголоязычны, но они подчинили себе и ряд тюркских племён. Авары первыми ввели в Европе стремя, и практически не оставили письменных источников.

## Этническая принадлежность
На данный момент в историографии существуют пять основных точек зрения на этногенез авар:
1. они монголоязычный этнос — сяньби или жужани[3][4][16].
2. они угорский этнос[16];
3. они тюркоязычный этнос[4], возможно, огуры[16];
4. они тунгусо-маньчжурский этнос[16];
5. они ираноязычный этнос[17].

При этом все теории допускают возможное влияние разных этнических элементов и согласны в том, что авары, в любом случае, не представляли собой однородное племя и по мере продвижения к Европе испытывали сильное влияние тюркоязычных племён.
Э. Паркер и тюрколог А. Дыбо считают, что «юэбань» — современное звучание, а «авар» — древнее звучание.
Традиционно среди историков принято идентифицировать аваров с центральноазиатским народом жуань-жуанями (жоу-жанями) — (кит. упр. 蠕蠕, пиньинь Ruǎnruǎn, или кит. упр. 柔然, пиньинь Róurán). Этого мнения придерживались Б. Шпулер, Й. Маркварт, В. Эберхард, Р. Груссэ, К. Менгес, П. Пельо, Е. А. Хелимский. Согласно точке зрения вышеуказанных исследователей, несомненным является монголоязычие жужаней. На лингвистическом материале теория находит подтверждение в ранних монгольских заимствованиях в славянских языках: например слов «хоругвь» и «телега», а также косвенно в бытовании титула каган, который был известен у жужаней.
Скептически настроенные по отношению к жужаньской гипотезе учёные допускают, что определённый вклад жужаней в аварский союз возможен, но считают, что он не являлся основным. Так, обращается внимание на упоминание в китайской летописи племени хуа (кит. упр. 滑, пиньинь Huá), которое перекочевало из Таримского бассейна в Афганистан и представляло собой ветвь юэчжи или эфталитов. Турецкий исследователь Мехмед Тезджан полагает, что хуа выступало в качестве политического названия эфталитской группировки.
Весомый вклад в обоснование ираноязычия большей части ранних аваров и наличия у них родственной связи с «белогуннскими» (White Huns, Aryan Huns) племенами Афганистана и прилегающих к нему областей: эфталитами, хионитами, кидаритами внесли работы японского исследователя Кацуо Эноки. По-существу, эту же позицию отстаивает Николай Кёррер, К. Цегледь, А. Херманн и др. В «Атласе Китая» А. Херманна восточные территории Хорасана, Тохаристана и других прилегающих к ним земель указаны в качестве вотчины народа афу/хуа/авар/эфталит
В справочной литературе распространена версия о тюркской принадлежности авар. Это утверждение в значительной степени верно для позднего периода, когда этнический облик авар изменился под воздействием вошедших в каганат тюркских племён. В научной литературе применительно к ранним аварам эту теорию развивает венгерский историк А. Рона-Таш. По его мнению уже ранние авары (жужани) говорили на разновидности огурских (r-тюркских) языков, а костяк аварского союза составили тюрки-огуры (уйгуры).
Ряд исследователей, базируясь на сообщениях византийских историков Менандра Протектора (VI век) и Феофилакта Симокатты (VII век), полагают, что в Европе действовали «псевдоавары» — вархониты (племена уар и хуни), которые присвоили себе имя авар, чтобы устрашить соседей.

Когда император Юстиниан занимал царский престол, некоторая часть племен уар и хунни бежала и поселилась в Европе. Назвав себя аварами, они дали своему вождю почётное имя кагана. Почему они решили изменить своё наименование, мы расскажем, ничуть не отступая от истины. Барселт, уннугуры, сабиры и, кроме них, другие гуннские племена, увидав только часть людей уар и хунни, бежавших в их места, прониклись страхом и решили, что к ним переселились авары. Поэтому они почтили этих беглецов блестящими дарами, рассчитывая тем самым обеспечить себе безопасность. Когда уар и хунни увидали, сколь благоприятно складываются для них обстоятельства, они воспользовались ошибкой тех, которые прислали к ним посольства, и сами стали называть себя аварами; говорят, среди скифских народов племя аваров является наиболее деятельным и способным. Естественно, что и до нашего времени эти псевдоавары (так было бы правильно их называть), присвоив себе первенствующее положение в племени, сохранили различные названия: одни из них по старинной привычке называются уар, а другие именуются хунни. 

## Язык авар
Сохранившиеся в письменных источниках аварские титулы и личные имена являются универсальными для тюркских и монгольских племён. Как свидетельствуют данные археологии, авары пользовались разновидностью рунической письменности, однако все найденные надписи очень короткие и не поддаются расшифровке. Единственным памятником, по которому пытаются реконструировать аварский язык европейского периода, является надпись, выполненная греческими буквами на сосуде из Надьсентмиклошского клада: 
ΒΟΥΗΛΑ • ΣΟΑΠΑΝ •ΤΕCΗ • ΔΥΓΕΤΟΙΓΗ • ΒΟΥΤΑΟΥΛ • ΣΩΑΠΑΝ • ΤΑΓΡΟΓΗ • ΗΤΖΙΓΗ • ΤΑΙCΗ
Выводы лингвистов различны. Российский лингвист Е. А. Хелимский отнёс её язык к тунгусо-маньчжурской группе. О. Мудрак, напротив, определил как типично «булгарский» (то есть принадлежащий тюркской огурской «булгарской» группе). Болгарский исследователь Ж. Войников сделал перевод этой надписи:
- ΒΟΥΗΛΑ • ΣΟΑΠΑΝ — «Бойла Жупан», титул — бойл-жупан или имя жупана Бойла, Войла.
- ΤΕCΗ — «теси» — в маньчжурском toso — приготовлять, вырабатывать, делать, поставлять, монгольский tos/toso — получать, подавать в руку, или эвенкийское tojus, удэгейское tausi — ковать[31].
- ΔΥΓΕΤΟΙΓΗ — «дигетоиги» — в прототунгусо-маньчжурском *dug, эвенкийский, эвенский, негидальский duγ, маньчжурский du, улчийский, орокский dūči, нанайский dōči, удэгейский dukte — издолбать, эвенкский duγtike, duktike — гравировать, duku — писать, чувашский tăxşa, tăkxča — ковать, долбать, протоалтайский *tugì, древнетюркский (караханидский) tög, туркменский, турецкий döv, азербайджанский döj, татарский, башкирский töj, в остальных тюркских языках tüj — ударить, стучать, издолбать, протомонгольский *tügsi, монгольский tügsi, халха-монгольский tügši, калмыцкий tükšэ, ордосский dügši — ударить, стучать[32][33]. В дигорском dохъ — инструмент для долбления дерева, показывающее аналогию с тунгусо-маньчжурскими и монгольскими формами.
- ΒΟΥΤΑΟΥΛ • ΣΩΑΠΑΝ — «Войтаул или Бойтаул — жупан» — личное имя.
- ΤΑΓΡΟΓΗ — «тагроги» — в тунгусо-манчжурском, эвенкский tiγэ, tiγэruk — чаша, сосуды, негидальский tigэ — широкая чаша, тарелка, ульчийский tukuru — бутылковидный сосуд, корейский tuguri — круглое металлическое блюдо, японский tok(k)uri — бутылковидный сосуд, монгольский toxo’an, toqo’an tuγān — металлический сосуд, происхождение названия из древнетюркского, в якутском tögürük, узбекский taγar, туркменский tagara, турецкий tagar, татарский taγaraq — широкое блюдо, протоалтайский *t`iage — сосуд[34][35]. Алтайское слово вошло и в енисейские языки: кетский, югский ti, аринский taj, пумпокольский tïg, протоформа *thigэ — сосуд. Так что «тагроги» означает широкое блюдо, надпись сделана не на бокале, а на широком блюде.
- ΗΤΖΙΓΗ — «итсиги» — надо связать с монгольским itege, халха-монгольским itge, jatga, бурятским idxa, калмыцким itkэ, ордосским etege — доверяться, верить, эвенкийским itiγā, эвенским itъγ — приготовлять для чего-нибудь, эвенкийским iti, эвенским itqa, негидальским itqa — обычай, протоформа *it`á — доверие, обычай[34][36].
- Последнее слово ΤΑΙCΗ — «тайси» можно объяснить в двух вариантах:

1. в маньчжурском tэjsu — соответствие, мера, tэsu — удовлетворять, орокский tes, негидальский tēss, нанайский tias, удэгейский teæsi — полное, целое, маньчжурский tusa, солонский tosa, эвенкийский tusaka, удэгейский tuhi, древнемонгольский и древнетюркский tusa — польза, удовлетворение;
2. в тунгусо-маньчжурском tэsī, эвенкийский tэsi, tэši, эвенский tes, tъs, негидальский tэsi, ульчийский, орокский tesu — чистить, измывать, перечистить.

Итак, смысл выражения: Бойла жупан поставил, сделал, или гравировал надпись, согласно обычаю, или в знак доверия, для употребления Бойтаула жупана чашу, соответственно для удовольствия, удовлетворения, или очищения.

## Антропологические данные

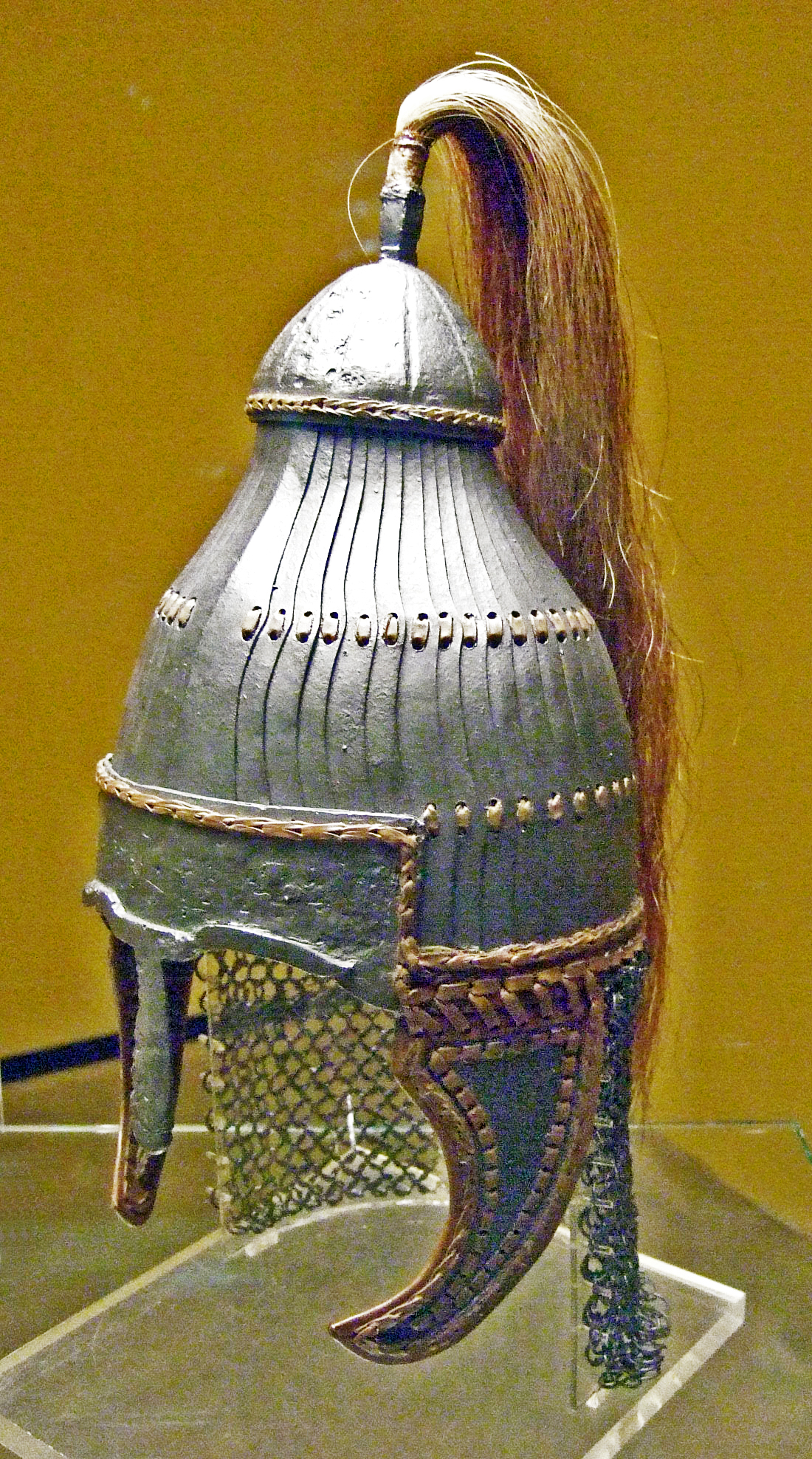
Реконструкция пластинчатого шлема из Нидерштотцингена. Датирован 560—600 гг. Считается аварским пластинчатым шлемом

Венгерские археологи определяют аваров как европеоидов (в большинстве) и отмечают, что маленькая прослойка, судя по всему — господствующая, сохраняла ярко выраженный монголоидный тип, такой, как у современных бурят и монголов (Тунгиды). Впрочем, ещё чаще у представителей той же господствующей группы отмечался так называемый туранский (среднеазиатский) тип строения лица.

## Палеогенетика
В 23 захоронениях аварской элиты VII—VIII веков выявлены митохондриальные гаплогруппы C, D, F, M, R, Y, Z. К ранее выявленным Y-хромосомным гаплогруппам N1a1-M46 (ранее Tat или N1c), R1b-U106, I2a-M170, у авар из Венгрии добавились Y-хромосомные гаплогруппы N1a1a, C2-P44/M217, G2a, I1, R1a1a1b2a-Z94 и E1b-V13. У авар VII века в Дунайско-Тисском междуречье к азиатской митохондриальной макрогаплогруппе C относятся два образца C4a1a4, один C4a1a4a и один C4b6. Пять образцов входят в митохондриальную макрогаплогруппу D (по одному D4i2, D4j, D4j12, D4j5a, D5b1), три образца — в митохондриальную гаплогруппу F (один F1b1b и два F1b1f). Митохондриальные гаплогруппы M7c1b2b, R2, Y1a1 и Z1a1 представлены одним индивидом. Также была обнаружена ещё одна гаплогруппа M7 (вероятно M7c1b2b) (образец AC20). Европейские митохондриальные гаплогруппы встречаются в основном у женщин и представлены следующими гаплогруппами: H (одна H5a2 и одна H8a1), одна J1b1a1, две T1a1, одна U5a1 и одна U5b1b. Также в не элитном захоронении был выявлен один образец с митохондриальной гаплогруппой T1a1b (HC9). 14 мужчин из Дунайско-Тисского междуречья могут быть отнесены к Y-хромосомной гаплогруппе N1a1-Tat (N1a1-M46). Два мужчины (AC4 и AC7) из группы Transtisza принадлежат к двум различным субкладам Y-хромосомной гаплогруппы Q1: Q1a2-YP791 (F1096, M25) и Q1b-Z35973 (L330, M346). У образца SZ1.SG (SZO001.A0101) из Солада (Венгрия), датируемого бронзовым веком (1360 (1410—1310) лет до настоящего времени)) определена Y-хромосомная гаплогруппа R1a1a1b2a2a-Z2123>R1a1a1b2a2a1c~ (R-Y20746) и митохондриальная гаплогруппа J1b. У раннего аварского военного лидера FGDper4 (Early Avar military leader, 620—660 годы) определили митохондриальную гаплогруппу B4b1a3a и Y-хромосомную гаплогруппу C2a1a1b1b-Y10442/etc (xZ31688,Z31693), у другого раннего аварского военного лидера определили митохондриальную гаплогруппу V1a1 и Y-хромосомную гаплогруппу R1a1a1b2a2a3~-S23592. У раннего аварского лидера определили митохондриальную гаплогруппу H1a3 и Y-хромосомную гаплогруппу N1a1a1a1a3a-F4205. У двух представителей ранней аварской элиты определили Y-хромосомную гаплогруппу N1a1a1a1a3a2-Y16220 и митохондриальные гаплогруппы G2b2 и C4b6. Также у ранних авар определили Y-хромосомные гаплогруппы E1b1b1a1b1 (CTS10912 и CTS6377), J1a2a1a2d2b2b2 (Z1884 и Y2919), J2a, Q1a2a1~ (YP832 и L715), R1b1-DF27. Элитные авары, мигрировавшие в регион Дуная во второй половине VI века, примерно на 90 % происходили от северо-восточных азиатов. Наибольшее сходство они продемонстрировали с индивидом из Жужаньского каганата, а также с сяньби и хунну. Все двадцать мужчин аварского периода из Дунайско-Тисского междуречья (DTI) несли Y-хромосомную линию N1a1a1a1a-F4218 и все, кроме одного, могли быть отнесены к субкладу N1a1a1a1a3a-F4205, типичному для современных монгольских и забайкальских популяций.

## Обычаи
Аварские мужчины отращивали волосы и заплетали их в косы.

## Политическая история
На арене мировой истории авары появляются в 555 году (по некоторым данным в 463 году) как народ, кочующий на запад. Тогда они ещё кочевали в степях западного Казахстана. В 557 году их кочевья переносятся на западный берег Волги в степи Северного Кавказа, где они вступают в альянс с аланами против савиров и утигуров. Упоминающиеся в византийских источниках родственное аварам племя забендер, возможно, имеет отношение к возникновению города Семендера в прикаспийском Дагестане.
В 558 году посол авар — Кандих прибывает в Константинополь ко двору императора Юстиниана с целью поселения в пределах Византии, однако в этом им было отказано, но был заключён союзный договор, тем самым Империя оставила антов, воюющих по союзному договору против «гуннов» для защиты границ Империи, в одиночестве. Но потом их политический вектор меняется, они заключили политический союз с булгарами-кутригурами, нападают на антов, покоряют их и посылают в армию кутригурского правителя Забергана, которая штурмовала стены византийской столицы.
В 565—566 годах авары, обогнув с севера Карпаты, совершают дальний грабительский рейд в Тюрингию и Галлию. Как сообщает Григорий Турский, при помощи волшебства они разбивают войско франков и пленяют их короля Сигиберта I.
В 567 году авары в союзе с лангобардами побеждают гепидов, которым оказывала помощь Византия, и овладевают долиной Тисы. Год спустя, после ухода лангобардов в Италию, авары, во главе со своим каганом Баяном I, становятся хозяевами всего Задунавья, которое превращается в основной очаг их нападений на византийские владения.
В 578 году, после обращения императора Византии Тиберия II, аварский каган Баян с помощью имперского военачальника Иоанна совершает поход против славян. По данным Менандра, каган Баян переправил более 60 тысяч всадников в доспехах и разгромил отряды славян, основные вооружённые силы которых в это время находились в походе на Грецию. В 581 году авары и император Тиберий II заключают мирный договор на условиях выплаты дани аварам в обмен ведения ими войны против славян для защиты Византии от их натиска.

### Аварский каганат
Поселившись на Среднем Дунае в Паннонии, авары основали государство, в котором сами заняли место военной аристократии. Опираясь на хринги (деревянные крепости), они держали в подчинении славянские племена, распространению которых в Далмацию, Иллирию и Фракию сами же немало способствовали.
В 623 году западные славяне под предводительством Само поднимают восстание против авар и освобождаются от их власти.
В 627 году авары потерпели серьёзное поражение от византийцев, повлёкшее восстание кутургуров. В 631 году авары разбили кутургуров.
К 640 году хорваты вытеснили авар из Далмации.
Серьёзным противником авар оказались франки, которые нанесли по ним в 796 году ощутимый удар. В конце 797 года аварские послы присягнули на верность Карлу Великому.
В 802—811 годах территорию Аварского каганата поделили между собой франки Карла Великого и булгары хана Крума. Под натиском славян-карантанцев на авар в 811 году франки оказались вынужденными даже выступить на защиту своих бывших и уже вконец ослабленных врагов авар. В 896 году Паннонию заняли венгры (мадьяры), с которыми слились остатки авар. В славянских летописях и византийских хрониках даже имеются следующие сведения: «Были обры телом велики и умом горды, и Бог истребил их, умерли все, не осталось ни одного обрина. Есть по сей день поговорка на Руси: погибоша, аки обры».

## Наследие авар
Авары сыграли важную роль в этногенезе венгерского народа. Часть центральноазиатских аваров вошла в качестве рода в состав туркмен под названием вар.

### Аваро-венгерская теория непрерывности
Венгерский историк и археолог Дьюла Ласло считает, что поздние авары, прибывшие в каганат в 670 г. в большом количестве, жили в период между разрушением и разграблением Аварского государства франками в 791—795 гг. и приходом мадьяр в 895 г. Ласло указывает, что поселения венгров (мадьяр) дополняли, а не заменяли поселения авар. Авары оставались на пахотных полях, пригодных для земледелия, в то время как венгры занимали берега рек и речные равнины, пригодные для пастбищ. Он также отмечает, что в то время как венгерские кладбища состоят в среднем из 40-50 могил, аварские — из 600—1000. Согласно его выводам, авары не только пережили конец аварского государства, но и жили большими массами и намного превосходили по численности венгерских завоевателей Арпада.
Он также показывает, что венгры занимали только центр Карпатского бассейна, а авары жили на большей территории. Если посмотреть на те территории, где жили только авары, то там есть только венгерские географические названия, а не славянские или тюркские, как можно было бы ожидать от вкраплений между ними. Это ещё одно доказательство аваро-венгерской преемственности. Названия венгерских племен, вождей, слова, используемые для обозначения вождей и т. д., позволяют предположить, что, по крайней мере, вожди венгерских завоевателей были тюркоязычными. Тем не менее, венгерский язык не является тюркским, а уральским, и поэтому они, должно быть, были ассимилированы аварами, которые превосходили их численностью.
Теория аваро-венгерской преемственности Ласло Дьюлы утверждает, что современный венгерский язык происходит от языка, на котором говорили авары, а не мадьяры-завоеватели. Основываясь на доказательствах ДНК из могил, первоначальные мадьяры больше всего напоминали современных башкир, тюркский народ, проживающий недалеко от Урала, в то время как ханты и манси, чьи языки больше всего напоминают венгерский, живут на некотором расстоянии к северо-востоку от башкир.